# Barbara Holdridge
Barbara Holdridge, nata Cohen (New York, 26 luglio 1929 – Baltimora, 9 giugno 2025), è stata un'imprenditrice e editrice statunitense.
Insieme alla sua socia in affari Marianne (Roney) Mantell, ha cofondato la Caedmon Records nel 1952. Come azienda interamente femminile, la Caedmon ha posto l'accento sull'uguaglianza di genere e si è impegnata in numerosi lavori scritti da donne.
È stata una pioniera nel campo delle registrazioni letterarie con spoken word ed è considerata la fondatrice dei moderni audiolibri.

## Biografia

### Primi anni e formazione
Barbara Ann Holdridge nacque nel 1929 a New York. Ha frequentato l'Hunter College di New York, conseguendo il BA in lettere nel 1950. Si laureò magna cum laude e fu eletta alla Phi Beta Kappa. Ha proseguito la sua formazione in materie umanistiche alla Columbia University, sempre a New York, per poi dedicarsi alla fondazione della Caedmon Records con la sua compagna di università Marianne Roney, nel 1952.

### Caedmon Records
Nel 1952 la Holdridge lavorava per la Liveright Publishers di New York e la Roney (poi Mantell) era impiegata presso un produttore discografico di New York. Quando vennero a conoscenza del fatto che il poeta gallese Dylan Thomas avrebbe parlato al 92° Street YMCA, andarono a sentirlo leggere le sue poesie. I soci inviarono a Thomas un biglietto in cui gli offrivano una proposta commerciale: registrare Thomas mentre leggeva le sue poesie e i soci avrebbero commercializzato la registrazione con la loro etichetta discografica di nuova concezione, la Caedmon Records. Thomas accettò e il 22 febbraio 1952, alla Steinway Hall, Thomas, Holdridge e Mantell entrarono nella storia con la lettura del racconto “A Child's Christmas in Wales” sul lato A dell'album. Secondo la Biblioteca del Congresso, al disco "è stato riconosciuto il merito di aver dato il via all'industria dell'audiolibro". La società prende il nome dal poeta del VII secolo Cædmon, il primo poeta inglese di cui si conosce il nome.
I soci crearono un piccolo ufficio a New York e iniziarono a invitare altri poeti e autori a leggere le proprie opere da diffondere come registrazioni. La schiera di scrittori ingaggiati comprende Thomas Mann, E. E. Cummings, Archibald MacLeish, Ernest Hemingway, Marianne Moore, Eudora Welty, Katherine Anne Porter e molti altri. Nel 1959 la Caedmon aveva un fatturato di 500.000 dollari e nel 1966 aveva incassato 14 milioni di dollari e aveva 36 dipendenti che lavoravano in un ufficio di 8.000 metri quadrati nel centro di Manhattan.
I soci vendettero la Caedmon nel 1970 alla DC Heath and Company, una filiale della Raytheon Company. La Holdridge rimase con la Caedmon per altri cinque anni come presidente della società riorganizzata.

### Il Post-Caedmon
Nel 1975 la Holdridge fondò la Stemmer House Publishers, la prima casa editrice di libri generici creata nello Stato del Maryland. La Stemmer pubblicava opere di narrativa e saggistica. L'azienda divenne nota per i suoi libri per bambini e per la sua International Design Library. Nel 2003 vendette la Stemmer House Publishers.
La Holdridge ha insegnato editoria e scrittura alla Loyola University Maryland come professore aggiunto. Ha creato l'Apprentice House Publishers come progetto di apprendimento pratico per i suoi corsi. Il Dipartimento di Comunicazione del Loyola l'ha rilevata come entità editoriale permanente.

### Morte
E' deceduta nel 2025, a 95 anni.

## Vita privata
Nel 1959 Barbara Cohen ha sposato Larry Holdridge, un ingegnere idraulico indipendente di Baltimora, Maryland, e si è trasferita nel Maryland. Insieme hanno cresciuto due figlie gemelle, Eleanor e Diana. La Holdridge era un'appassionata di giardinaggio e i suoi giardini sono stati inclusi nei tour condotti dal Maryland House and Garden Pilgrimage e dalla Maryland Horticultural Society.

## Riconoscimenti
Nel 2002 è stata inserita nella National Women's Hall of Fame e successivamente nella Maryland Women's Hall of Fame. È anche stata selezionata dalla Sigma Tau Delta, l'associazione onoraria inglese. Insieme a Marianne Mantell nel 2001 ha ricevuto un premio speciale alla carriera agli Audie Awards per aver fondato la Caedmon Records. Insieme al marito la Holdridge è riconosciuta come coscopritrice e ricercatrice del ritrattista americano del XIX secolo Ammi Phillips, le cui opere sono state esposte in importanti musei come diversi maestri americani sconosciuti. Larry e Barbara Holdridge sono stati riconosciuti e premiati dall'American Folk Art Museum per il loro importante contributo all'arte. Continua a fare ricerche su Ammi Phillips ed è considerata un'autorità sull'artista, che oggi è rinomata tra gli storici dell'arte, i critici d'arte e i conoscitori dell'arte americana. Il suo racconto orale della scoperta da parte della coppia della Phillips, fino ad allora sconosciuta, come maestra americana del ritratto, è stato registrato nel 2022 dal Museum of American Folk Art per la sua serie su importanti ricerche e ricercatori d'arte americani. Per la sua dedizione alla creazione di giardini e all'abbellimento dei terreni di Stemmer House, la Holdridge ha conseguito un premio dal Baltimore County Historical Trust nel 2007. Fa parte del consiglio di amministrazione della Phi Beta Kappa Alumni Association of Greater Baltimore.